# Chlorotetracyklina
Chlorotetracyklina – organiczny związek chemiczny z grupy antybiotyków tetracyklinowych otrzymywany z hodowli szczepu Streptomyces aurofaciens.

## Spektrum działania
Ma szeroki zakres działania bakteriostatycznego obejmujący Mycoplasma pneumoniae, Chlamydiae spp., Listeria monocytogenes, Propionibacterium acnes, Borrelia burgdorferi, Rickettsia spp. Działa również przeciwpierwotniakowo na niektóre pasożyty (Plasmodium falciparum oporny na chlorochinę, Dientamoeba fragilis).
Obecnie wiele jest szczepów opornych wśród gronkowców, paciorkowców, Gram-ujemnych bakterii jelitowych (głównie Escherichia coli, rodzajów Shigella i Salmonella, Campylobacter jejuni), Neisseria gonorrhoeae, rodzajów Clostridium i Bacteroides, a także Haemophilus influenzae.
Nie działa na Pseudomonas aeruginosa, Proteus spp., Serratia marcescens, Providentia spp. Wykazuje oporność krzyżową z innymi tetracyklinami.

## Wskazania
- zastrzał skórny lub podskórny
- ropień
- zapalenie spojówek
- zapalenie rogówki
- jaglica

## Przeciwwskazania
Nadwrażliwość na tetracykliny.

## Działania niepożądane
Może wystąpić przejściowe podrażnienie spojówek. Długotrwałe stosowanie na skórę uszkodzoną lub owrzodziałą może wywoływać reakcje nadwrażliwości.

## Dawkowanie
Zaleca się nanosić 2–3 razy dziennie niewielką ilość 3% maści na zmiany skórne maksymalnie przez 8 dni. W okulistyce niewielką ilość 0,5–1% maści do worka spojówkowego wprowadzać 2–6 razy dziennie przez maksymalnie 7 dni. W jaglicy stosuje się przez 2 miesiące.
Po zakończeniu leczenia podaje się zespół witamin z grupy B i witaminę K.

## Preparaty
- Chlorocyclinum (Chema-Elektromet) – tuby 10 g, 10% maść (chlorowodorek)